# Мій пінгвін
«Мій пінгвін» («My Penguin Friend») — американсько-бразильський пригодницький кінофільм 2024 року, знятий режисером Девідом Шурманном.

## Сюжет
Пінгвіни — дивовижні тварини, що мешкають у найрізноманітніших куточках нашої планети. Цей вид птахів, які так і не навчилися літати, відомий своєю відданістю родині. Фільм розповідає про молоде пінгвіненя на ім'я Дін-Дім, яке відбилося від зграї. Коли його знаходить убитий горем рибалка, це стає початком неймовірно міцної дружби.

## У ролях
- Жан Рено — Жуан
- Адріана Барраса — Марія
- Ніколас Франселла — Карлос
- Алексія Мойано — Адріана
- Талма де Фрейтас — Каліста
- Равель Кабрал — Пауло
- Маурісіо Ксав'єр — Оскар
- Рочі Ернандес — Стефані
- Вілсон Рабело — Маркос
- Хуан Хосе Гарніца — Мігель
- Дуда Гальвао — Люсія
- Хосе Трассі — Тіто
- Хуан Куейроз — Педро
- Роберто Боренштейн — Луїс
- Педро Уріцці — епізод
- Педро Каетано — юний Оскар
- Аманда Магальяйніш — юна Марія
- Рафаела Пімента — юний Луїс
- Фернандо Луфер — юний Маркос
- Еллен Кемп — сільський мешканець

## Знімальна група
- Режисер — Девід Шурманн
- Сценаристи — Крістен Лазарян, Пауліна Лагуді Ульріх
- Оператор — Ентоні Дод Ментл
- Композитор — Мігель Сальват
- Художник — Мерседес Альфонсін
- Продюсери — Шакед Беренсон, Патрік Евальд, Робін Йонас, Джонатан Лім, Раміро Наварро, Ліла Родрігез, Джоао Роні, Ніколас Вейнберг, Стівен П. Вагнер, Андреас Венц
- Кастинг-директори — Хуан Пабло Рінкон, Ілеана Ріппел, Аліса Вулфенсон